# Regio
Een regio, ook wel (land)streek, gewest of (meer algemeen) gebied, is een aaneengesloten geografisch gebied met een bepaald taalkundig, cultureel, demografisch of institutioneel karakter, al dan niet erkend door de officiële instanties.

## Binnenlandse regio's
Binnenlandse regio's kunnen, afhankelijk van het land en van de context, zowel officieuze of historische landstreken zijn als gebieden met een zekere officiële status. Voorbeelden van het eerste zijn de Nederlandse streken Twente, de Betuwe, West-Friesland en het Westland en de Belgische streken Haspengouw en het Hageland. Regio's kunnen ook institutionele deelstaten zijn, zoals Beieren, Utrecht, Florida of West-Australië. Of taalgebonden gebieden of beide zoals Bretagne, Vlaanderen, Wales en Catalonië. Frankrijk is verdeeld in 18 regio's (régions).
Vaak is er overlap tussen regio's en kunnen kleinere regio's in grotere vervat zitten.
In België wordt officieel de term gewest (région in het Frans) gebruikt voor het Vlaams, het Waals en het Brussels Hoofdstedelijk Gewest. Deze drie gewesten delen regionale bevoegdheden met de voor België karakteristieke Vlaamse, Franse en Duitstalige gemeenschap (communauté). Gewesten en gemeenschappen spelen hun rol binnen een afgebakend taalgebied (région liguistique).
In Italië zijn regioni tegenwoordig de voornaamste bestuurlijke tussenlaag; ze zijn verdeeld in provincies en gemeenten.
In de schoot van de Europese Unie is er het Europees Comité van de Regio's opgericht, dat de Europese regio's verbindt en ze een stem geeft. De EU heeft zich ook beziggehouden met het standaardiseren van deze regio's. Nu worden regio's in Europa ingedeeld in zogenaamde NUTS-gebieden, gaande van NUTS 1 tot NUTS 3, die de basis vormen van de communautaire wetgeving in verschillende landen. De NUTS dienen ook om sociaaleconomische analyses te maken en communautaire regionale statistieken te harmoniseren.

## Grensoverschrijdende regio's
Een regio kan zich ook over twee of meer landen uitstrekken, hetgeen op lokaal niveau tot frustraties kan leiden (de grens bemoeilijkt de contacten) en op internationaal niveau tot conflicten. Voorbeelden van grensoverschrijdende regio's zijn het historische Vlaanderen, dat zich uitstrekt over Nederland, België en Frankrijk, het Reiderland dat zowel in Nederland als in Duitsland ligt, en Macedonië, een historische landstreek die voortleeft in de Republiek (Noord-)Macedonië maar ook in Griekenland, Bulgarije, Servië en Albanië.
Een bijzondere vorm van grensoverschrijdende regio's zijn de Euregio's, waarin de lokale autoriteiten worden aangemoedigd samen te werken. Een voorbeeld hiervan is de Euregio Maas-Rijn, een samenwerkingsverband van verschillende overheden in de grensstreek van Duitsland, Nederland (Zuid-Limburg) en België.

## Supranationale regio's
Naast het gebruik voor delen van landen, waarvan hierboven verscheidene voorbeelden werden gegeven, wordt het woord 'regio' ook gebruikt voor gebieden die juist verschillende landen omvatten, maar kleiner zijn dan een werelddeel. Voorbeelden hiervan zijn Scandinavië, de Balkan, Iberië, Maghreb en het Midden-Oosten.

## Historische regio's
Het gebied van de historische geografie omvat de studie van de menselijke geschiedenis als het betrekking heeft op plaatsen en regio's. De historische geografie omvat ook de studie van hoe plaatsen en regio's in de loop van de tijd zijn veranderd.